# Стру (Північна Голландія)
Стру (нід. Stroe) — селище в нідерландській провінції Північна Голландія. Входить до муніципалітету Голландс-Крон.
Його площа становить 0,25 км², а населення станом на 2021 рік складало 110 осіб.